# Eupelmus cerris
Eupelmus cerris är en stekelart som beskrevs av Förster 1860. Eupelmus cerris ingår i släktet Eupelmus, och familjen hoppglanssteklar. Arten är reproducerande i Sverige.